# Czesław Duchnowski

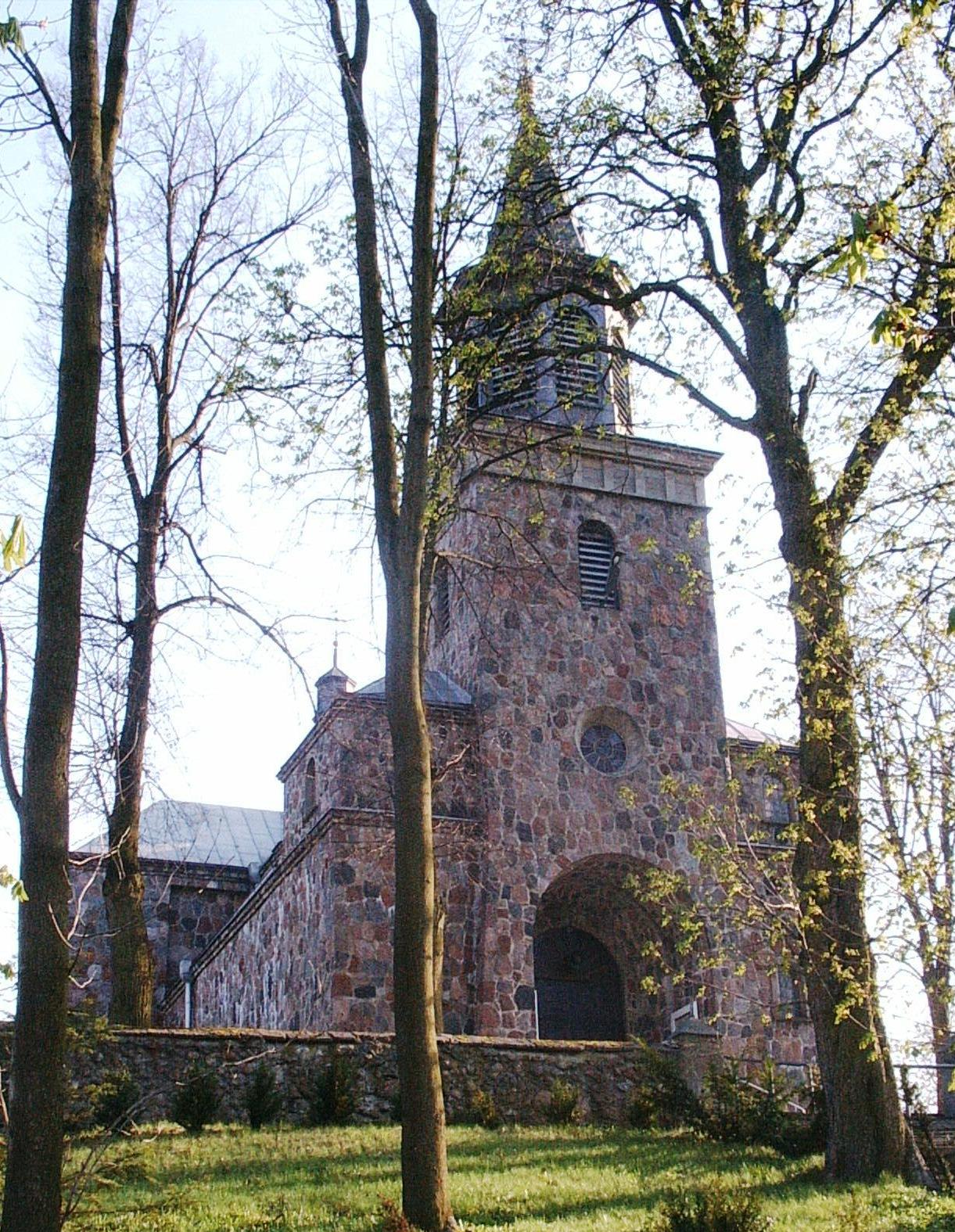
Kościół Trójcy Przenajświętszej w Konarach, proj. Czesław Duchnowski

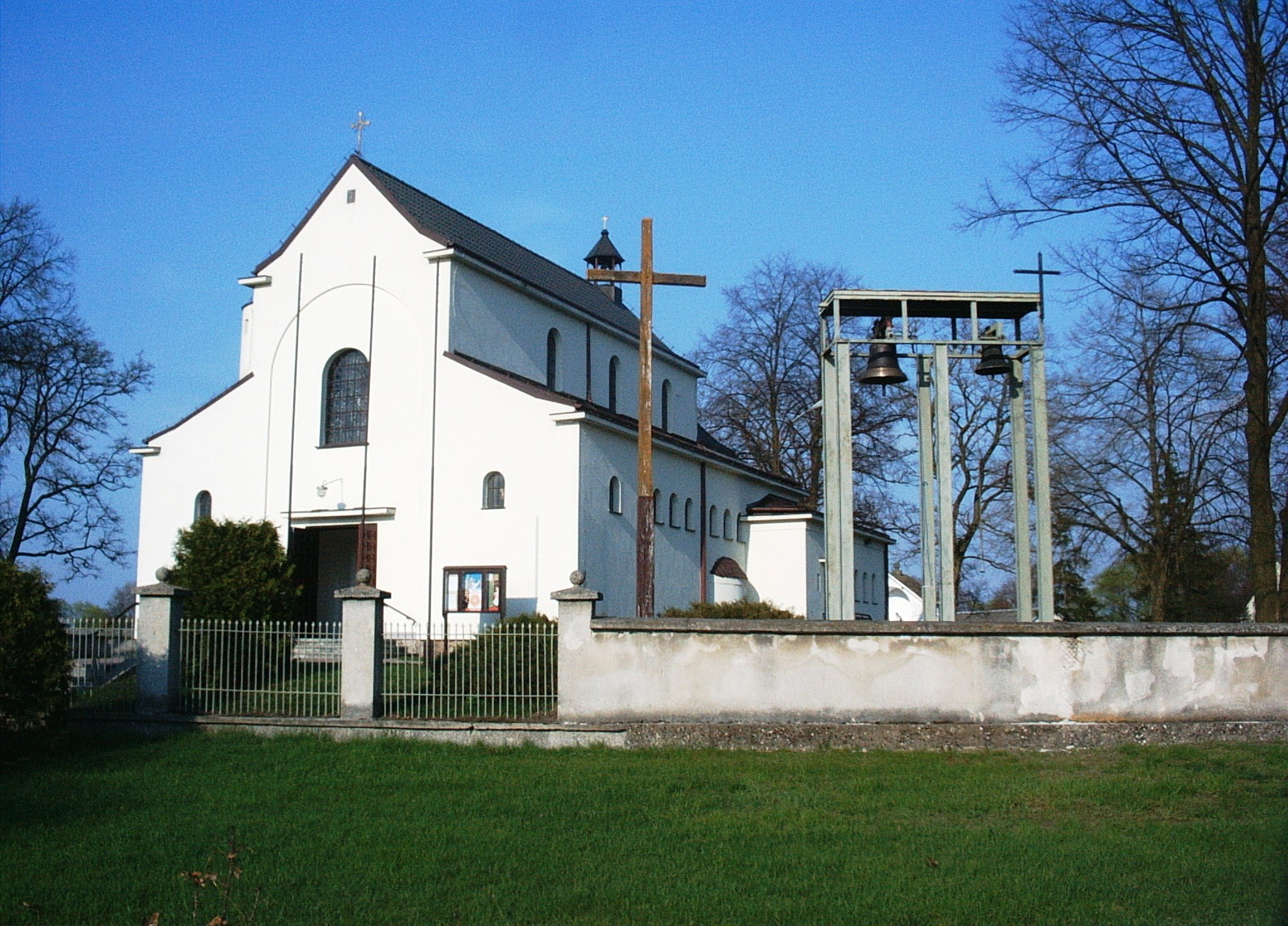
Kościół Ofiarowania Najświętszej Maryi Panny w Ostrołęce, proj. Czesław Duchnowski

Czesław Duchnowski (ur. 1900 w Warszawie, zm. 29 stycznia 1985) – polski architekt, urbanista i nauczyciel akademicki.

## Życiorys
Studiował na Wydziale Architektury Politechniki Warszawskiej (PW). Dyplom magistra inżyniera uzyskał w 1933. W tym samym roku został zatrudniony na stanowisku starszego asystenta w Katedrze Urbanistyki PW.
W czasie II wojny światowej i po niej uczył w tzw. szkole żon – Żeńskiej Szkole Architektury im. Stanisława Noakowskiego. Podczas okupacji niemieckiej brał także udział w tajnym nauczaniu na PW. Jeszcze przed jej zakończeniem wszedł w lutym 1945 w skład grona organizatorów Biura Odbudowy Stolicy (BOS). Był wówczas adiunktem na Wydziale Architektury PW, ale prowadził wykłady na różnych wydziałach. M.in. od 1945 do 1947 uczył w zakładzie geodezji przedmiotu planowanie miast i osiedli. Następnie został kierownikiem katedry urbanistyki PW. Ponadto zakładał na uczelni Wydział Budownictwa Przemysłowego. Od 1957 był zastępcą profesora. Po 1960 sprawował funkcję kierownika, starszego wykładowcy w Zakładzie Rysunku Odręcznego i Technicznego Wydziału Inżynierii Budowlanej PW. Nauczał także w otwartej w 1967 Filii PW w Płocku.
Był długoletnim członkiem Oddziału Warszawskiego Stowarzyszenia Architektów Rzeczypospolitej Polskiej (SARP). W 1937 został wybrany do rady stowarzyszenia. Projektował w kilku pracowniach m.in. Miastoprojekt Stolica-Wschód w latach 50.
Po śmierci spoczął na Starych Powązkach w Warszawie.

## Dokonania
- Odbudowa i przebudowa pałacu Stanisława Wołowskiego (obecnego Domu Stowarzyszenia Dziennikarzy Polskich) w Warszawie przy ul. Foksal 3 (1947–1951) – współautorzy: Stefan Hołówko, Tadeusz Iskierka, Czesław Skolimowski i Włodzimierz Skolimowski
- Gmach Lotniczy Politechniki Warszawskiej w Warszawie w al. Niepodległości 222 (1951) – współautorzy: Jan Klimaszewski i Józef Korszyński[6]
- Gmach Nowy Lotniczy Politechniki Warszawskiej w Warszawie w al. Niepodległości 222 (1959) – współautorzy: Jan Klimaszewski i Józef Korszyński[7]
- Kościół Trójcy Przenajświętszej w Konarach (1957)
- Kościół Ofiarowania Najświętszej Maryi Panny w Ostrołęce (1960–1962)

### Konkursy
- Projekt gmachu Związku Polskiego Nauczycielstwa Szkół Powszechnych w Warszawie (1930) – współautor Jan Kukulski (zakupiony)[8]
- Projekt szkicowy gmachu dla dowództwa Marynarki Wojennej w Warszawie (1933) – współautorzy: Leon Suzin, Bohdan Krzemieniewski (IV nagroda ex aequo)
- Projekt mostu im. Marszałka Piłsudskiego w Warszawie na przedłużeniu ul. Karowej (1937) – współautorzy: Stanisław Hempel, Roman Kalinowski (II nagroda oraz premia pieniężna)
- Projekt rozplanowania komunikacyjnego portu lotniczego na Gocławiu w Warszawie (1938) – współautorzy: Aleksander Kodelski, Anna Kodelska i Władysław Stokowski, współpraca: Wacław Hryniewicz (zakupiony)